# 대한불교화엄종
대한불교 화엄종(大韓佛敎華嚴宗)은 1966년 10월 21일 인천시 신흥동 1가 4에서 한영석(韓永錫) 종사가 창종하였고 원효사상계에 속한 한국불교의 한 종파이다.
석가여래를 본존불로, 원효대사를 종조로, 《화엄경》을 소의경전으로 삼는다. 종지(宗旨)는 대승불교의 보살행을 실천하여 화엄의 지 · 관(止 · 觀)을 닦아 견성 성불하며 또한 염불배(拜)를 하여 왕생을 발원한다.
중앙행정기구인 총무원은 인천광역시 남동구 소재 약사사에 있다.